# Rödskär, Eckerö
Rödskär är ett skär i Eckerö på Åland. Skäret ligger 700 meter söder om Torpön i Björnhuvudfjärden i Eckerös södra skärgård.
Rödskärs area är 2,5 hektar och dess största längd är 260 meter i nord-sydlig riktning.